# 田中翔太郎
田中 翔太郎（たなか しょうたろう、1988年7月12日 - ）は、日本のスピードスケート選手。石川県金沢市出身。現在Mエイトクラブに所属している。
金沢市立清泉中学校、山梨学院大学附属高等学校、山梨学院大学卒業。日本スケート連盟のショートトラック部門の強化指定選手。
高校3年の時の、2007年1月に行われた国民体育大会冬季大会スケート競技会ショートトラック少年男子の部で優勝した。
2007年の第13回JOCカップジュニアオリンピックショートトラックスピード選手権大会で総合優勝を果たした。
2009年冬季ユニバーシアードのリレーで銀メダルを獲得した。同年の全日本ショートトラックスピードスケート選手権大会1500mで3位に入った。9月に行われた全日本距離別選手権では1000mで4位に入った。